# Corrado Benedetti
Corrado Benedetti (Cesena, 20 gennaio 1957 – Savignano sul Rubicone, 15 febbraio 2014) è stato un calciatore e allenatore di calcio italiano, di ruolo difensore.

## Carriera

### Calciatore
Difensore roccioso, essenzialmente portato all'interdizione e poco propenso alla fase offensiva, cresciuto nel Cesena, dopo la trafila nelle formazioni giovanili arriva a giocare in prima squadra e debutta in Serie A il 9 gennaio 1977 totalizzando nella sua prima stagione, che coincide con la retrocessione dei romagnoli, un totale di 15 presenze. Nello stesso anno calcistico riceve una convocazione in Nazionale under 21. Rimarrà l'unica esperienza in azzurro della sua carriera.
Rimane con i bianconeri per altre due stagioni in Serie B sino al 1980, quando passa al Bologna in A. Dopo due stagioni in rossoblu, a seguito della retrocessione della stagione 1981-82 torna al Cesena dove però non riesce ad evitare una nuova retrocessione in B, la sua terza personale.
Per la stagione 1983/84 è acquistato dal Perugia, squadra nella quale rimane per 3 stagioni in B, sino al 1986, anno della retrocessione degli umbri. Disputa la sua ultima stagione di B al Catania nell'annata 1986-87, conclusasi anch'essa con la retrocessione dei siciliani, per poi concludere la carriera in Serie C.
In carriera ha totalizzato complessivamente 97 presenze e 3 reti in Serie A e 222 presenze e 6 reti in Serie B, nonché una presenza nella nazionale Under 21, in occasione dell'incontro vinto per 4-1 contro i pari età della Norvegia disputato a Brescia il 9 marzo 1977.

### Allenatore
Terminata la carriera agonistica, Benedetti torna a Cesena ed inizia ad allenare i Giovanissimi, quindi la Berretti (con cui vince il titolo nazionale) e la Primavera. Nel 1996 passa ad allenare la prima squadra, ed alla seconda stagione nel 1998 vince il campionato di Serie C1 portando il Cesena in Serie B. Esonerato nel 1999, allena successivamente il Castel di Sangro (1999-2001), poi il Pisa (dall'ottobre 2001 all'ottobre 2002) e per altre due stagioni il Benevento. Siede sulla panchina del Grosseto nella stagione 2005/2006. Nella stagione 2006/2007 è stato il tecnico del Perugia sino all'esonero, avvenuto alla sesta giornata del campionato di serie C1-B. 
Il 31 marzo 2008 subentra al duo Mario Ansaldi e Andrea Bellini alla guida della Pistoiese per tentare la salvezza degli arancioni.
Ottenuta la salvezza, in seguito alla vittoria nei play-out contro la Sangiovannese dell'ex allenatore arancione Bruno Tedino, veniva riconfermato dalla famiglia Braccialini, ma in seguito ad alcuni problemi societari, coincisi anche con il fugace ritorno dell'ex presidente Luciano Bozzi, Benedetti decide di dimettersi prima dell'inizio della stagione agonistica. Al suo posto la società toscana ingaggia Roberto Miggiano.
Nel 2011 è stato il responsabile tecnico nel settore giovanile del Torre Savio.
Nel 2013 aveva allenato gli allievi regionali del Cesena fino a dicembre, quando si è manifestata la malattia che l'ha portato alla prematura morte il 15 febbraio 2014 all'età di 57 anni.

## Palmarès

### Allenatore
- Campionato nazionale Dante Berretti: 1

Cesena: 1994-1995
- Campionato italiano di Serie C1: 1

Cesena: 1997-1998 (girone A)

#### Individuale
- Panchina d'argento: 1

1997-1998